# Apanteles menes
Apanteles menes är en stekelart som beskrevs av Nixon 1965. Apanteles menes ingår i släktet Apanteles och familjen bracksteklar. Inga underarter finns listade i Catalogue of Life.